# Шестакова, Татьяна Борисовна
Татья́на Бори́совна Шестако́ва (род. 23 октября 1948 года, Ленинград, СССР) — советская и российская актриса театра и кино; народная артистка России (1995). Лауреат Государственной премии СССР (1986).

## Биография
Татьяна Борисовна Шестакова родилась 23 октября 1948 года в Ленинграде.
- 1972 год — окончила актёрский факультет Российского государственного института сценических искусств, курс З. Я. Корогодского и Л. А. Додина.
- 1973 год — первая роль в кино: главная героиня в драме с элементами комедии «Солёный пёс».
- 1984 год — начало работы в театре МДТ, где Татьяна Борисовна трудится и поныне.

### Личная жизнь
Муж — Лев Додин (род. 1944), театральный режиссёр, народный артист России (1993).

## Театральные работы

#### Ленинградский ТЮЗ
- «Наш Чуковский»
- «Наш цирк»
- «Наш, только наш»
- «Открытый урок»

#### Ленинградский театр Комедии им. Н. П. Акимова
- «Романтики» Сирано де Бержерака
- «Баня» В. Маяковского
- «Продолжение Дон Жуана» Э. Радзинского
- «Сказки Арденнского леса» У. Шекспира
- «Муза» Г. Никитина (реж. П. Фоменко)
- «Свадьба» А. П. Чехова (реж. П. Фоменко)

#### Ленинградский БДТ
- Соня («Дядя Ваня» А. Чехова)
- «Кафедра»
- «Кроткая» (1985, на сцене МХАТа)

#### Ленинградский Малый драматический театр—Театр Европы
- Лизавета Пряслина («Дом» по Ф. Абрамову, 1980)
- Анфиса («Братья и сестры» по Ф. Абрамову, 1985)
- Анна («Звезды на утреннем небе» А. Галина, 1987, также режиссёр)
- Мать Иисуса, Идеалистка, Она («В сторону солнца» А. Володина, 1987)
- Соня («Все течёт» В. Гроссмана, 1988)
- Лебядкина («Бесы» по Ф. Достоевскому, 1991)
- Марта («Разбитый кувшин» Г. фон Клейст, 1993)
- Раневская («Вишнёвый сад» А. Чехова, 1994)
- Элегантная дама («Роберто Зукко» Б-М. Кольтеса, 1994)
- Катя и жена Прапорщика («Клаустрофобия» по мотивам русской современной прозы, 1994)
- Генеральша («Пьеса без названия» А. Чехова, 1997)
- Соня («Чевенгур» А. Платонова, 1999)
- Коломбина («Квартира Коломбины»[2] Л. Петрушевской, 1999)
- Молли («Молли Суини» Брайена Фрила, 2000)
- Аркадина («Чайка» А. Чехова, 2001)
- Анна Семёновна Штрум («Жизнь и судьба» по В. Гроссману, 2007)
- Мэри Тайрон («Долгое путешествие в ночь» по Юджину О’Нилу, 2008)
- Анфиса («Три сестры» А. Чехова, 2010)
- Клавдия («Портрет с дождём» по сценарию А. Володина, 2011)
- Жена Миллера («Коварство и любовь» Ф. Шиллера, 2012)
- Нина («Он в Аргентине» Л. Петрушевской, 2013, также — режиссёр)
- Шарлотта Ивановна — «Вишнёвый сад» А. П. Чехова (2014, реж. Л. Додин)

## Фильмография[3]
— главная роль

| Год  |     | Название                         | Роль                                                        |
| ---- | --- | -------------------------------- | ----------------------------------------------------------- |
| 1972 | ф   | Солёный пёс                      | Надя                                                        |
| 1974 | тсп | Баллада о парнишке               | Имя персонажа не указано                                    |
| 1974 | ф   | Царевич Проша                    | принцесса                                                   |
| 1975 | тф  | На всю оставшуюся жизнь…         | Клава Мухина, санитарка                                     |
| 1978 | ф   | Человек, которому везло          | Надя, жена                                                  |
| 1982 | тсп | Дом                              | Лизавета                                                    |
| 1983 | тф  | Гори, гори ясно…                 | Ксюша Маркелова, станочница, односельчанка Парфёна          |
| 1983 | тф  | Ненаглядный мой                  | Фаина                                                       |
| 1985 | ф   | Иди и смотри                     | мать Флёры                                                  |
| 1985 | ф   | Подсудимый                       | Анна Ефремова, жена Скулова (роль озвучила Татьяна Иванова) |
| 1986 | тф  | Где-то гремит война              | Августа                                                     |
| 1987 | тсп | Кроткая                          | Кроткая                                                     |
| 1989 | тсп | Звёзды на утреннем небе          | Анна                                                        |
| 1989 | тсп | Звёзды на утреннем небе          | Режиссёр                                                    |
| 2008 | тсп | Бесы                             | Лебядкина Марья Тимофеевна                                  |
| 2009 | тсп | Пьеса без названия               | Анна Петровна Войницева                                     |
| 2010 | док | Жизнь на сцене своей судьбы      | Татьяна Борисовна Шестакова                                 |
| 2016 | тсп | Жизнь и судьба («Life and Fate») | Анна Семёновна Штрум                                        |

## Награды и премии
Почётные звания:
- 1987 — Заслуженная артистка РСФСР (20 июля 1987 года) — за заслуги в области советского театрального искусства[4].
- 1995 — Народная артистка Российской Федерации (25 апреля 1995 года) — за большие заслуги в области искусства[5].

Государственные премии и награды:
- 1986 — лауреат Государственной премии СССР — за спектакли «Дом» и «Братья и сёстры» Ф. А. Абрамова, поставленные на сцене ЛГМДТ.
- 2008 — Орден Почёта (1 сентября 2008 года) — за большие заслуги в развитии отечественной культуры и искусства, многолетнюю плодотворную деятельность[6].

Другие награды:
- 1985 — Приз за лучшую женскую роль XI-го Всесоюзного фестиваля телевизионных фильмов за роль в телефильме «Ненаглядный мой»[7].
- 1992 — лауреат премии «Триумф».
- 2007 — лауреат высшей театральной премии города Санкт-Петербург «Золотой софит»[8] в номинации «Лучшая женская роль»[9].
- 2007 — лауреат премии Правительства города за роль Анны Семёновны Штрум в спектакле «Жизнь и судьба» по роману В. Гроссмана.